# Kurt Roitzsch
Kurt Georg Roitzsch (* 24. Oktober 1882 in Chemnitz; † unbekannt) war ein deutscher Jurist und Ministerialbeamter. Er leitete von 1934 bis August 1944 die Vertretung Sachsens beim Deutschen Reich in Berlin, nachdem er zuvor bereits im Reichsrat bei der Gesetzgebung und Verwaltung des Reichs mitgewirkt hatte.

## Leben und Wirken

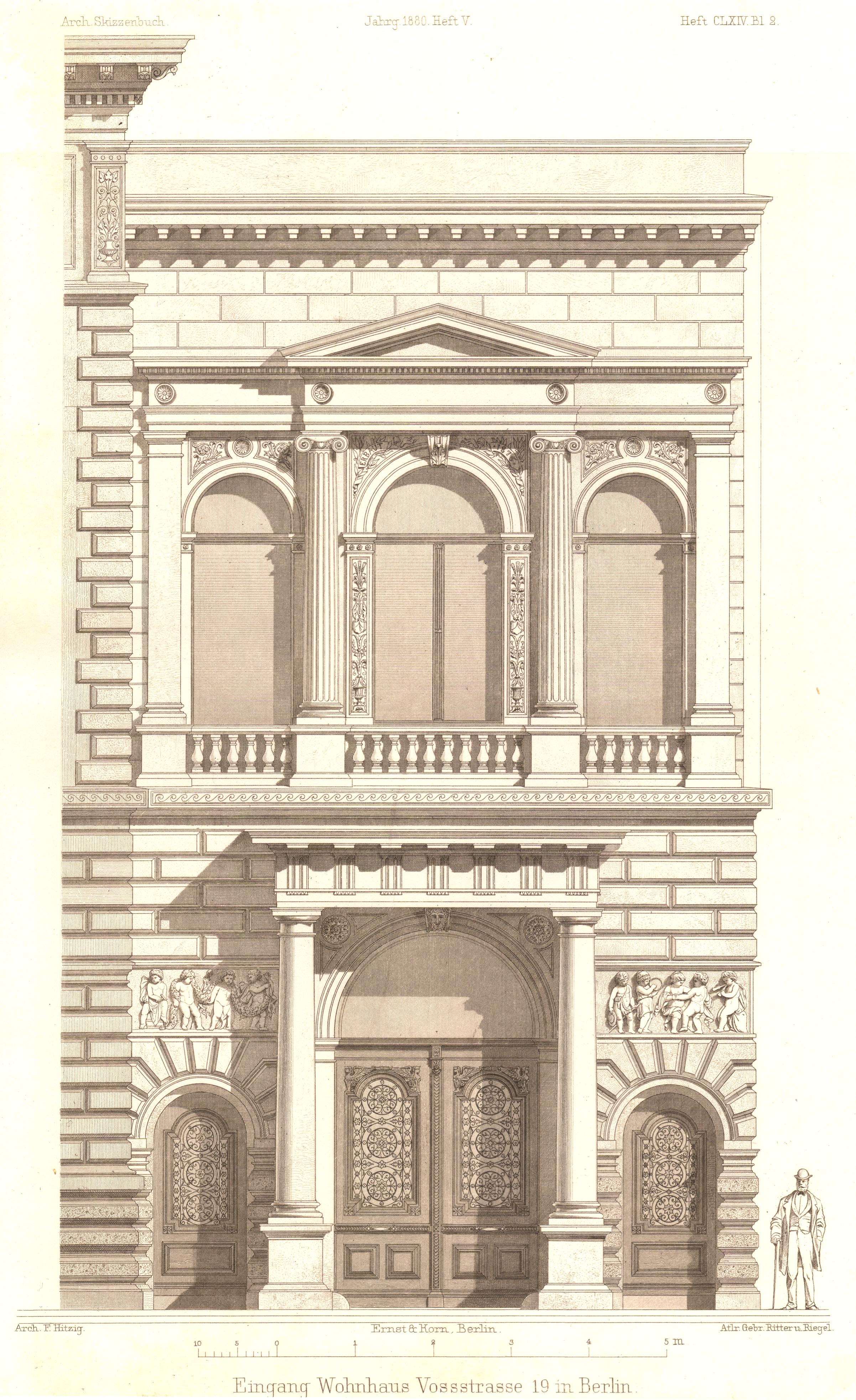
Sächsische Gesandtschaft in Berlin – Arbeitsstelle von Roitzsch

Nach dem Schulbesuch studierte er Rechtswissenschaften und promovierte 1906 an der Universität Leipzig zum Dr. jur. Danach trat er in den sächsischen Staatsdienst. Er wurde Legationsrat I. Klasse bei der sächsischen Gesandtschaft in Berlin und war und 1923 bis 1924 und nochmals von 1931 bis 1934 stellvertretender Bevollmächtigter Sachsens im Reichsrat, bevor er 1934 die Leitung der sächsischen Vertretung in Berlin übernahm. 1931 war er zum Ministerialrat und 1933 zum Ministerialdirektor befördert worden. Ab August 1944 war Roitzsch für wehrwirtschaftliche Aufgaben des landeseigenen Berg- und Hüttenwesens (Abordnung zur Sachsenerz Bergwerks AG) bis nach Ende des Zweiten Weltkrieges tätig. Im Herbst 1945 wurde Roitzsch unter Zurückstufung zum Ministerialrat in die sächsische Landesverwaltung übernommen.